# 長海県
長海県（ちょうかい-けん）は中華人民共和国遼寧省大連市に位置する県。中国東北地方唯一の海島県で、中国唯一の海島辺境県である。
2007年まで旅順口区の一部軍事施設とともに、日本人を含む外国人が許可無く立ち入ることが制限されていたが、現在は開放都市に指定されている。日露戦争後より1945年まで日本の租借地となっていた。

## 地理
長海県は遼東半島東部・黄海上にある112の島及び暗礁により構成され、それらを総称して長山群島と称す。

## 歴史
1945年12月、中国共産党は長山島に党員を派遣し長山区公所を設置、翌年に長山区政府と改称され新金県の管轄とされた。同年6月、長山区は長山島、小長山島及びその周辺島嶼を管轄する長山区と、広鹿島、獐子島及びその周辺島嶼を管轄する広鹿区に分割され、1947年2月には両区及び海洋島、烏蟒島を合併し長山列島区を設置、金県の所管とした。
1949年9月5日、東北人民政府は長山列島区に県制施行を決定、11月10日に長山県が成立し旅大行政公署の直轄となった。1952年、山東省に同名の長山県が存在したことより長海県と改称、1981年2月に大連市に移管されている。

## 行政区画
- 鎮：大長山島鎮、獐子島鎮、広鹿島鎮、小長山島鎮、海洋島鎮

## 交通
大連港より、広鹿島、大長山島、小長山島、獐子島、海洋島の各島へ船便あり。
杏樹屯港（大連市金州区）より広鹿島へ船便あり。杏樹屯へは、丹大高速道路・杏樹屯インター下車。
皮口港（大連市普蘭店区）より大長山島に船便あり。皮口へは、丹大高速道路・皮口インター下車。
2008年春節から大連周水子国際空港から長海大長山島空港への航空路線も復活している。なお、観光経済強化のため、長海空港の滑走路の1800メートルへの延長工事が2009年から行われる。

## 観光
- 海王九島

## 健康・医療・衛生
- 長海県人民医院